# A Question of Conscience (film 1915)
A Question of Conscience è un cortometraggio muto del 1915 diretto da Paul Powell e prodotto dalla Lubin.

## Produzione
Il film fu prodotto dalla Lubin Manufacturing Company.

## Distribuzione
Distribuito dalla General Film Company, il film - un cortometraggio in una bobina - uscì nelle sale degli Stati Uniti il 22 gennaio 1915.